# Samwel Grigorjewitsch Kotscharjanz

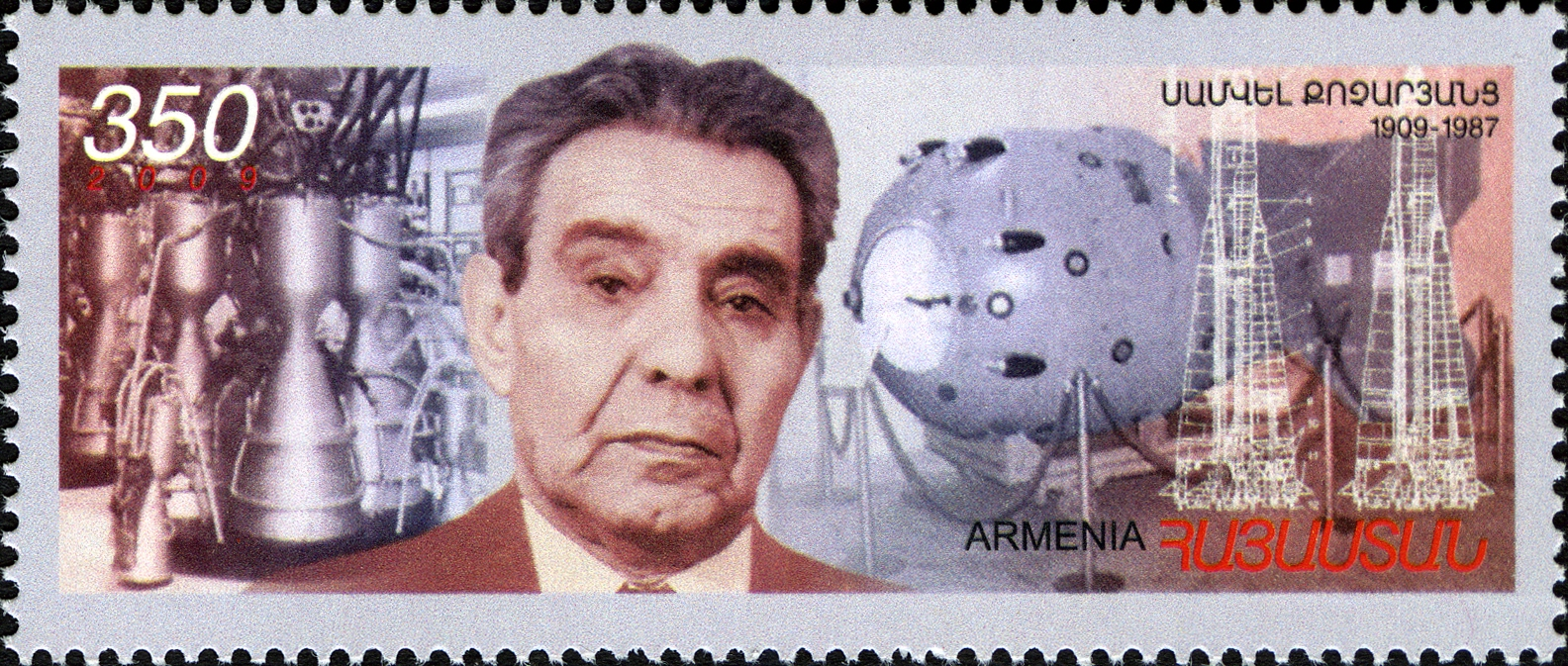
Samwel Grigorjewitsch Kotscharjanz auf einer armenischen Briefmarke (2012)

Samwel Grigorjewitsch Kotscharjanz (armenisch Սամվել Գրիգորի Քոչարյանց, russisch Самвел Григорьевич Кочарянц; * 7. Januarjul. / 20. Januar 1909greg. in Neu-Beyazid; † 4. August 1993 in Sarow) war ein sowjetisch-armenischer Elektrotechniker und Kernwaffentechniker.

## Leben
Kotscharjanz war das sechste Kind einer armenischen Familie. Er begann sein Studium an der Universität Jerewan, die ihn nach einer Denunziation vom Studium ausschloss. Darauf ging er 1930 nach Moskau und arbeitete in der Fabrik Nr. 24. Ab 1933 studierte er Elektrotechnik am Moskauer Energie-Institut (MEI) mit Abschluss 1937. Er blieb dort als Aspirant, hörte Vorlesungen am Lehrstuhl für Theoretische Elektrotechnik und wurde 1941 zum Kandidaten der Wissenschaft promoviert. Darauf arbeitete er am MEI als Dozent.

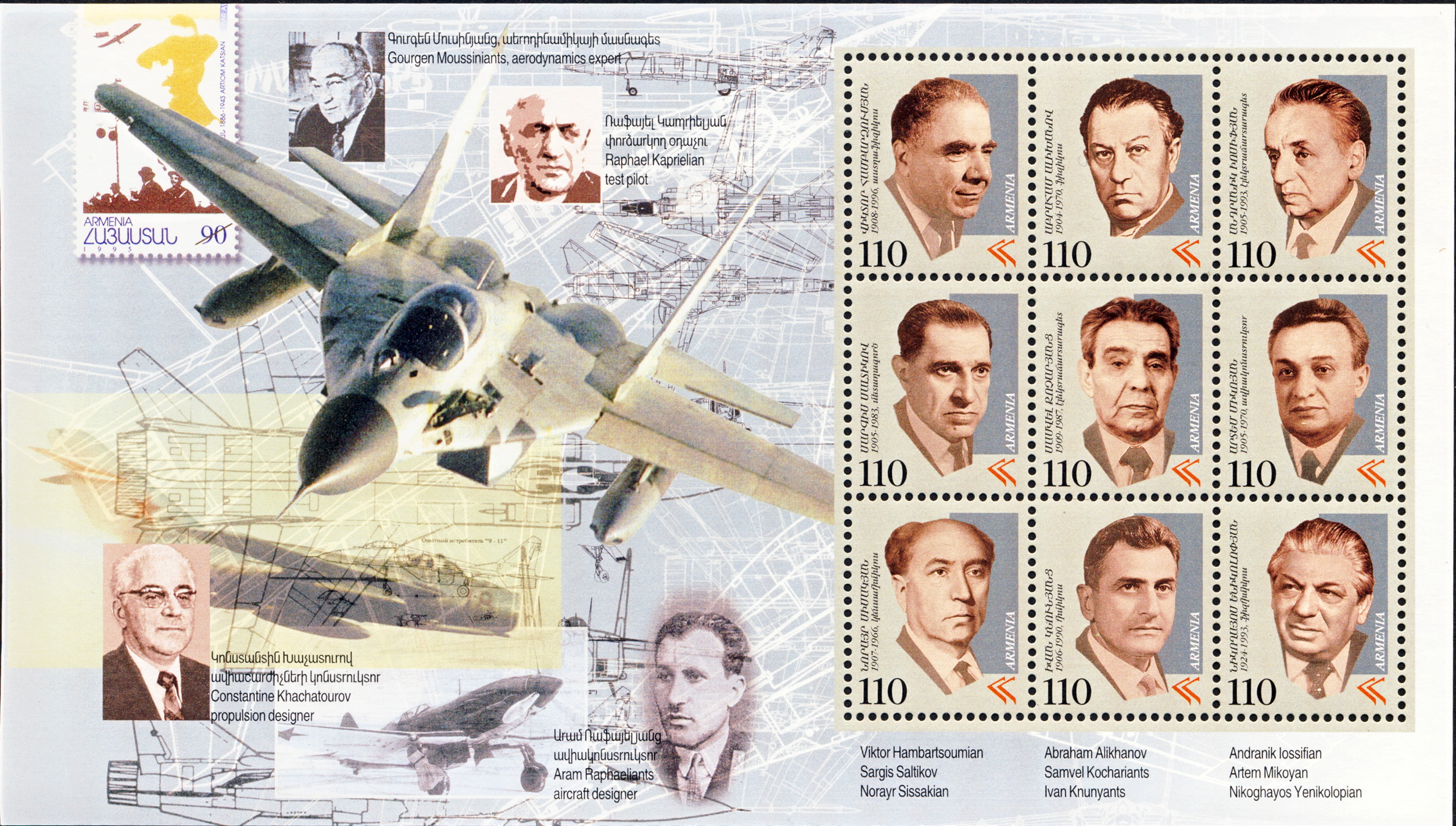
Hambardsumjan, Alichanow, Iossifjan, Saltykow, Kotscharjanz, Mikojan, Sissakjan, Knunjanz und Jenikolopow auf einer armenischen Briefmarke (2000)

Nach dem Ende des Deutsch-Sowjetischen Krieges arbeitete Kotscharjanz im besetzten Deutschland an der Übernahme des deutschen Uranprojekts mit. Ab September 1947 arbeitete er im Rahmen des Sowjetischen Atombombenprojekts im geheimen Kernforschungsinstitut KB-11 in Arsamas-16 an der Entwicklung von Kernwaffen als Leiter der Abteilung für Systemautomatik. Er konstruierte den Zündungsmechanismus für die erste sowjetische Atombombe. Es folgte die Entwicklung der Wasserstoffbombe. 1958 wurde Kotscharjanz ohne Dissertation zum Doktor der Technischen Wissenschaften promoviert. 1959 wurde er Hauptkonstrukteur.
Für die Entwicklung einer Reihe von Atomsprengköpfen für ballistische Raketen wurde Kotscharjanz 1962 der Titel eines Helden der sozialistischen Arbeit und des Lenin-Ordens verliehen.
1962 wurde Kotscharjanz zum Professor ernannt. Er erweiterte seine Aktivitäten und gründete Abteilungen für Ballistik, für Mechanik und Mikromechanik und für Optik und Lichtleiter. 1966 wurde er zusätzlich zu seiner Arbeit in Arsamas-16 wissenschaftlicher Leiter der Filiale in Gorki für die Konstruktion und den Bau radiotechnischer Geräte, insbesondere Sensoren (bis 1973).
Noch zu Kotscharjanzs Lebzeiten wurde auf dem zentralen Platz seiner Heimatstadt Gawar seine Bronzebüste aufgestellt.

## Ehrungen
- Stalinpreis (1949, 1951, 1953)
- Leninorden (1953, 1954, 1956, 1962, 1979, 1984)
- Leninpreis (1961)
- Held der sozialistischen Arbeit (1962, 1984)
- Verdienter Wissenschaftler und Techniker der RSFSR (1969)
- Jubiläumsmedaille „Zum Gedenken an den 100. Geburtstag von Wladimir Iljitsch Lenin“
- Orden der Oktoberrevolution (1971)
- Staatspreis der UdSSR (1977)